# KTK-grunden
KTK-grunden er et område i Haraldsgadekvarteret på Ydre Nørrebro i København. Grunden er nabo til Haraldshus, hvor bl.a. Naturstyrelsen holder til.